# Крісті Волтон
Крісті Рут Волтон (англ. Christy Ruth Walton; 8 лютого 1949, Джексон (Вайомінг), США) — американська підприємиця-мільярдерка, благодійниця та меценатка. 

## Статки
Дружина Джона Томаса Волтона, одного з синів Сема Волтона, засновника Walmart. У червні 2005 року її чоловік загинув у авіакатастрофі , зробивши її головною спадкоємницею його статку у 18,2 млрд доларів США. Після того Forbes називав Крісті Волтон найбагатшою жінкою в світі протягом кількох років. У березні 2015 року її чисті активи оцінювалися в 41,7 млрд доларів, основна частина яких надійшла з її акцій в Walmart, а також від First Solar, в які вкладав її чоловік. У листопаді 2015 року аналіз судових документів Bloomberg виявив, що основна частина багатства її чоловіка була передана її синові Лукасу Волтону, так що її власна чиста вартість становила лише близько 5 мільярдів доларів США.

## Благодійність
Згідно з журналом Condé Nast Portfolio за індексом Giving Index, вона належить до найвищої категорії меценаток за сумою, яку вона дає у відсотках від свого багатства. Маючи 16,3 млрд дол. США у статках, вона зробила загальний внесок у розмірі 3,5 млрд. дол. США між 2002 та 2006 роками.
Некомерційні організації, в яких активно працює Волтон, включають національну асоціацію опікунів та персоналу, корпоративних службовців та окремих донорів The Philanthropy Roundtable. Музей природознавства Сан-Дієго, де вона є членкинею правління, а також Зоологічне товариство Сан-Дієго та Міжнародний музей Мінге — також заклади, на які вона робить пожертви. У 2006 році Волтон подарувала свій старовинний вікторіанський будинок, який був побудований у 1896 році і має історичне значення, Міжнародному фонду співтовариства — Центру транскордонної філантропії (англ. International Community Foundation - Center for Cross-Border Philanthropy). З моменту пожертвування вона виділила 4 мільйони доларів на збереження споруди.
Крім того, вона підтримує власний благодійний фонд своєї родини — Фонд благодійної підтримки сім'ї Волтон (англ. The Walton Family Charitable Support Foundation), який надає пріоритет освіті та допомагає вищим навчальним закладам, таким як коледж бізнесу Сема М. Волтона Університету Арканзасу, та кільком іншим коледжам, громадським трестам, університетам та фондам. У 2007 році фонд її родини пожертвував $1,6 млрд.
Variety повідомив 2 березня 2009 року , що Крісті Волтон створила виробничу компанію під назвою Tenaja Productions для фінансування екранізації фільму «Bless Me, Ultima», популярного новаторського роману Chicano. Зйомки завершились в Санта-Фе, Нью-Мексико наприкінці 2010 року. Прем'єра фільму відбулася в Театрі Плаза в Ель-Пасо, штат Техас, 17 вересня 2012 року та отримала загальний реліз у лютому 2013 року.